# Jugovići (Nikšić)
Pour les articles homonymes, voir Jugovići.
Jugovići (en serbe cyrillique: Југовићи) est un village de l'ouest du Monténégro, dans la municipalité de Nikšić.

## Démographie

### Évolution historique de la population[1]
| 1948 | 1953 | 1961 | 1971 | 1981 | 1991 | 2003 |
| ---- | ---- | ---- | ---- | ---- | ---- | ---- |
| 207  | 239  | 292  | 281  | 314  | 348  | 329  |